# Cäcilienschule Wilhelmshaven
Die Cäcilienschule Wilhelmshaven (kurz Cäci genannt) ist ein staatlich anerkanntes Gymnasium in kirchlicher Trägerschaft. Es liegt in Wilhelmshaven, im niedersächsischen Teil des Bistums Münster. Zurzeit werden dort rund 700 Schüler und Schülerinnen von 60 Lehrkräften unterrichtet.

## Geschichte

### 1903–1936: Der Beginn
Die Cäcilienschule Wilhelmshaven wurde 1903 durch die Ordensgemeinschaft der Schwestern unserer Lieben Frau (SULF) unter dem Namen „Katholische höhere Mädchenschule zu Bant-Wilhelmshaven“ gegründet. Als Unterrichtsgebäude diente ein angekauftes Haus in der Grenzstraße. Am 19. April 1903 wurde diese als Filiale Bant eingeweiht. Die insgesamt 60 Schülerinnen wurden ab dem 20. April von neun Schwestern unterrichtet. Im Herbst wurde eine Handarbeitsschule angegliedert.
Zum Osterfest des Jahres 1904 übernahmen die Schwestern eine Grundschule für Knaben und Mädchen. Im Herbst wurde eine sogenannte „Kinderbewahranstalt“, ein Kindergarten mit 60 Kindern, eröffnet. Um den Platzbedarf zu decken, wurde das Nachbarhaus in der Grenzstraße aufgekauft.
Nach und nach wuchs die Bedeutung der Schule. 1908 wurde die Schule auf ein 10-klassiges Schulsystem umgestellt. Ab dem Schuljahr 1909/1910 waren auch protestantische Schülerinnen zum Unterricht zugelassen. 1913 wurden schon 389 Kinder in den verschiedensten Einrichtungen (Handarbeits-, Musik- und Malschule sowie Kindergarten) unterrichtet.
Der Ausbruch des Ersten Weltkrieges führte zum Rückgang der Schülerzahl. Die allgemeine Notlage machte auch dem Orden der Schwestern unserer Lieben Frau zu schaffen.
1920 wurde die Schule durch einen oldenburgischen Ministerialerlass als „Höhere Mädchenschule mit Lyzeumsberechtigung“ anerkannt.
Zwischen 1921 und 1923 plagten die Schule Existenzsorgen. Man ersuchte beim Oldenburgischen Landtag und beim Bischof von Münster um finanzielle Hilfe und bekam diese gewährt. Eltern, Gönner und Kirche wurden zu Spenden aufgerufen, die notwendige Schulgelderhöhung verlief nicht unproblematisch. Auch die Inflation im Jahre 1923 gefährdete die schulischen Aktivitäten.
Die räumliche Enge in den Gebäuden in der Grenzstraße wurde in den folgenden Jahren kritisch. 1924 wurden diverse Pläne für den Ausbau bzw. Umbau der Schule vorgestellt und diskutiert. Am 13. Juni 1925 schloss der Orden mit der Familie Nathenstedt einen Vertrag über den Kauf eines auf einer ehemaligen Wurt gelegenen Grundstückes mit Villa und großem Garten an der Peterstraße/Ecke Metzer Weg ab. Der Umzug dorthin erfolgte am 1. Oktober, am 2. November wurde der Grundstein für den Neubau eines Schulgebäudes samt Turnhalle/Aula gelegt. Am 5. August 1926 konnte es bezogen werden, am 22. September folgte die feierliche Einweihung. Zu diesem Anlass wurde der Schulname nach der verstorbenen Generaloberin Sr. Maria Cäcilia in „Cäcilienschule Rüstringen“ geändert.
Die neue Filiale Rüstringen fasste schnell Fuß. 1926 wurde zusätzlich ein Pensionat für auswärtige Mädchen eingerichtet. 1928 wurden bereits 343 Schüler und Schülerinnen von sechzehn Ordensschwestern und fünf weltlichen Lehrkräften unterrichtet. 1932 folgte die Eröffnung einer Haushaltsschule.

### 1937–1956: Nationalsozialismus und Zweiter Weltkrieg
Durch den Einfluss der Nationalsozialisten auf das Schulwesen wurde der Aufschwung 1937 gestoppt: Am 29. November 1937 ordnete der Oldenburgische Minister für Kirchen und Schulen den Entzug der Genehmigung und die Auflösung der Cäcilienschule zum 31. März 1938 an. Der Besitz des Ordens der Schwestern unserer Lieben Frau wurde enteignet, am 1. April 1938 übernahm die Marinewerft das Grundstück mit allen Gebäuden als Lehrlingsheim.
Während des Zweiten Weltkrieges wurde die Nathenstedtsche Villa (Schwesternhaus und Internat) durch einen Bombenangriff auf Wilhelmshaven zerstört. Das intakte Schulgebäude diente während des Krieges Behörden und nach 1945 verschiedenen Firmen, unter anderem Karstadt, als Quartier.
Nach langwierigen Bemühungen von Kirche, Orden und Eltern erhielt der Orden 1953 das Grundstück im Zuge des allgemeinen Wiedergutmachungsverfahren zurück. Am 21. April 1954 wurde die Cäcilienschule als privates Progymnasium, beginnend mit 32 Schülerinnen der Klasse 5 und einem Kindergarten, wiedereröffnet. Bis 1955 war Sr. Cornelie Schulleiterin, dann übernimmt Sr. M. Inigo Schulte die Stelle. Nach und nach werden die räumlichen Verhältnisse verbessert, z. B. wird die Turnhalle wieder hergerichtet.

### 1957–1976: Aufschwung
1957 wurde die Cäcilienschule durch das Niedersächsische Kultusministerium nach langem Ringen wieder staatlich anerkannt. 1959 bemühten sich Eltern, Orden und Kirche um den Ausbau zu einem Voll-Gymnasium. Dieses wurde am 19. Dezember 1959 genehmigt. Dabei wurden räumliche und personelle Erweiterungen nötig, die finanzielle Absicherung wurde dabei durch Kirche, Staat und Sponsoren gewährleistet. Zu Ostern 1960 wurde der Unterricht in der Klasse 11 aufgenommen; ab dem 25. August 1960 war der Schulbetrieb im heutigen, auf den Grundmauern des im Krieg zerstörten Hauses neugebauten Hauptgebäudes möglich.
Im Mai 1961 wurde Sr. M. Patriza Rave neue Schulleiterin. 1963 bestanden alle 22 Schülerinnen des ersten Abiturjahrgangs nach dem Krieg die Examensprüfung. Ab 1966 leitete Sr. Maria Justitia Schütte die Schule, im selben Jahr wird ein erweiternder Neubau mit sechs Klassenräumen, Handarbeitsraum und Turnhalle fertiggestellt.
1974 wurde, wie vom neuen niedersächsischen Schulgesetz gefordert, im traditionsreichen Gebäude von 1926 eine Orientierungsstufe für Jungen und Mädchen eingerichtet. Zwei Jahre später wurde mit dem Bau eines naturwissenschaftlichen Gebäudes begonnen. Außerdem wurde die bundesweite Reform der gymnasialen Oberstufe zum Schuljahr 1976/1977 umgesetzt. Das Kultusministerium genehmigte das Kursprogramm, 32 Schülerinnen traten in das Vorsemester des 11. Jahrgangs ein.

### 1977–1998: Koedukation
1977 erfolgte für die 7. Klasse aufwärts die Einführung der Koedukation.
1978 wechselte die Trägerschaft der Schule vom Orden Schwestern unserer Lieben Frau an eine dem Bischöflichen Münsterschen Offizialat in Vechta unterstehende Stiftung des öffentlichen Rechts, einen Schulfonds.
1979 fand das erste Abitur im Rahmen der reformierten Oberstufe statt. 1981 begann man mit dem Bau einer für Sport und Theater sowie als Aula nutzbaren Mehrzweckhalle, die 1982 fertiggestellt wurde. Sie wurde mit einer Feier und einer Segnung durch Weihbischof von Twickel eingeweiht. Die wachsende Bedeutung der Schule führte erneut zu Raum- und Lehrkräftemangel.
Im Jahr 1983 absolvierten das erste Mal auch Jungen das Abitur. Nachdem Schulleiterin Sr. Maria Justitia Schütte 1984 nach 18-jähriger Arbeit in Anwesenheit des Weihbischofs aus Vechta würdig verabschiedet wurde, übernahm Fred Smolka die kommissarische Leitung der Schule. Im Juli 1985 wurde Joseph Stick neuer Schulleiter.
1986 gab die Cäcilienschule das erste künstlerisch gestaltete Jahresheft heraus. Die Einrichtung einer Schulpartnerschaft mit dem Lycée Saint-Joseph in Vichy (Frankreich) ermöglichte einen deutsch-französischen Schüleraustausch. 1987 wurden bauliche Maßnahmen vorgenommen, um körperbehinderten Schülern den problemlosen Schulbesuch zu ermöglichen.
Im Oktober 1992 besuchte der Apostolische Nuntius Lajos Kada in Begleitung von Bischof Lettmann und Weihbischof von Twickel die Cäcilienschule.

### 1999 bis heute: Moderne
1999 stellte sich die Schule erstmals im Internet vor.
Im Jahr 2000 ermöglichten Schulträger, Sponsoren und Schüleraktivitäten die Errichtung einer Pausenhalle mit Tageslicht. Am 6. Dezember 2001 wurde ein Computerraum mit 16 modernen Computern eröffnet. 2003 feierte die Schule mit einem großen Fest ihr 100-jähriges Bestehen. 2006 löste Günter Barkam als neuer Schulleiter Joseph Stick ab. Im Jahr 2008 wurde der Portalserver IServ eingeführt, in den Osterferien 2009 der gesamte Computerraum modernisiert und auf 32 Computer-Arbeitsplätze plus SMART™ Board aufgerüstet. Im September 2010 wurde der Cäcilienschule die Auszeichnung „Umweltschule in Europa“ für besonderes Engagement für die Umwelt verliehen.
Im September 2013 unternahm die gesamte Schule mit nahezu allen Schülern, Lehrern und Mitarbeitern anlässlich ihres 110-jährigen Jubiläums eine einwöchige Schulfahrt nach Rom. Neben der Besichtigung der antiken Stadt standen auch Tagesausflüge nach Pompeji oder Ostia Antica auf dem Programm. Höhepunkt des Aufenthalts war die Teilnahme an Papst Franziskus’ Generalaudienz vom 25. September 2013.

## Die Cäcilienschule heute

### Allgemein
An der Cäcilienschule werden zurzeit rund 700 Schüler von 60 Lehrern unterrichtet. Sie versteht sich als „offener Lebens- und Bildungsraum im Geiste der Ökumene“. Die Schulleitung besteht aus fünf Personen: dem Schulleiter Günter Barkam, seiner Stellvertreterin Tanja Cherri-Tabiat, der Oberstufenkoordinatorin Isabel Behnen, dem Koordinator für die Sekundarstufe I Hansdieter Dombrink sowie dem Pädagogischen Koordinator Michael Drawe.

### Räumlichkeiten
Auf dem Gelände der Cäcilienschule befinden sich acht Gebäude: Haus 1 (Klassenräume und Verwaltung), Haus 2 (Klassenräume und Kunst), Haus 3 (Klassenräume), Haus 4 (Naturwissenschaften), Haus 5 (Mehrzweckhalle (vor allem Sport) und Kursräume), Haus 6 (Klassenräume, Mensa, Theater und Musik), eine weitere Sporthalle sowie eine Pausenhalle. Ein kleiner Kiosk ist ebenfalls vorhanden. Außerdem gibt es einen Park mit vielen Bäumen, einer Kletterspinne und Tischtennisplatten.

### Umweltschule
Im September 2010 erhielt die Cäcilienschule die Auszeichnung „Umweltschule in Europa“. Um diese Auszeichnung zu erhalten, musste sich die Schule in besonderer Weise für die Umwelt engagieren. Alle zwei Jahre muss die Auszeichnung neu erworben werden. Die Cäcilienschule erlangte die Auszeichnung unter anderem durch folgende Projekte:
- Durchführen einer Projektwoche zum Thema Umwelt
- Ausbildung von Umweltmanagern in jeder Klasse
- Einführung der Mülltrennung
- Einrichtung einer Arbeitsgemeinschaft „Garten“
- Einrichtung eines Kiosks zum Verkauf von gesunden, regional erzeugten Produkten

### Drehtür-Modell
Seit einigen Jahren gibt es für besonders begabte Schüler die Möglichkeit, bis zu viermal pro Woche (aber nicht mehr als einmal pro Fach) den regulären Unterricht für eine Schulstunde zu verlassen und sich in einem dafür mit PCs und Schreibtischen ausgestatteten Raum (Selbstlernzentrum) einem eigenen Projekt zu widmen. Um an diesem Drehtür-Modell genannten Verfahren teilnehmen zu können, muss man sich bewerben. Die einzelnen Fachlehrer entscheiden jede Stunde neu darüber, ob der Schüler dem Unterricht fernbleiben darf oder nicht. Das gesamte Projekt wird von einem Mentor betreut und am Ende des Schuljahres der Klasse oder der Klassenstufe vorgestellt.

### Arbeitsgemeinschaften
Neben diversen sportlichen Aktivitäten wie Fußball, Handball, Basketball, Tanzen, Rudern und Segeln und künstlerisch-musisch-naturwissenschaftlichen Angeboten wie Chemie, Band, Theater und „Jugend forscht“ können unter anderem auch die Arbeitsgemeinschaften, Homepage, Schülerzeitung, Garten, Selbstverteidigung, Cambridge-Zertifikat, Schach, Sportbootführerschein und DELF gewählt werden. Es besteht keine Pflicht zur Wahl einer Arbeitsgemeinschaft.

## Partnerschulen
Es finden regelmäßig Schüleraustausche mit den folgenden Schulen statt:
- Institut Saint-Céline in La Ferté-sous-Jouarre,  Frankreich

Außerdem fand viele Jahre lang erfolgreich ein jährlicher deutsch-französischer Schüleraustausch mit dem Lycée Saint-Joseph in Vichy statt.
Zudem unterstützt die Cäcilienschule die vom Orden Schwestern unserer Lieben Frau betriebene Grundschule Notre Dame Academy auf Guimaras,  Philippinen. Für sie wird alle zwei Jahre am Buß- und Bettag ein Solidaritätsmarsch organisiert. Dabei handelt es sich um einen circa acht Kilometer langen gemeinsamen Marsch, bei dem jeder Schüler pro gelaufenem Kilometer von zuvor von ihm selbst gesuchten Sponsoren einen Geldbetrag erhält. Das „erlaufene“ Geld wird anschließend dem Orden zur Verfügung gestellt.